# Marcos Oliveira
Marcos Oliveira (Santo André, 22 de abril de 1952) es un actor brasileño.

## Trabajos en televisión
| Año       | Título                              | Personaje                                           | Emisora     |
| --------- | ----------------------------------- | --------------------------------------------------- | ----------- |
| 1988      | Vale Todo                           | Ângelo                                              | Red Globo   |
| 1990      | Mico Negro                          | Alfredo                                             | Red Globo   |
| 1990      | La Historia de Ana Rayo y Zé Trueno | Leonardo (Léo)                                      | Red Titular |
| 1994      | El Viaje                            | Mãozinha                                            | Red Globo   |
| 1995      | Sangre de mi Sangre                 | Targino                                             | SBT         |
| 1996      | Perejil y Merengue                  | Candinho                                            | Red Globo   |
| 1997      | Ángel Malo                          | Agenor                                              | Red Globo   |
| 1998      | Hilda Huracán                       | Zé Viana                                            | Red Globo   |
| 1998      | Labirinto                           | Jacaré                                              | Red Globo   |
| 1999      | Mujer                               | Argemiro                                            | Red Globo   |
| 1999      | Andando en las Nubes                | Vantuir                                             | Red Globo   |
| 1999      | Zorra Total                         | Padre                                               | Red Globo   |
| 2000      | Usted Decide                        | Saraiva                                             | Red Globo   |
| 2001-2014 | La gran Familia                     | Abelardo Barbosa (Beiçola) / Dueña Etelvina Barbosa | Red Globo   |
| 2002      | El Quinto de los Infiernos          | Venino                                              | Red Globo   |
| 2015      | Va que Pega                         | Francisco Jorge Lázaro de Silva (Frajola)           | Multishow   |
| 2016      | Libertad, Libertad                  | Padre Vizeu (Dimas Tenório)                         | Red Globo   |
| 2018      | Deus Salve o Rei                    | Heráclito de Fernandes, Rei de Alcaluz              | Red Globo   |

## En el Cine
| Año  | Título                        | Personaje |
| ---- | ----------------------------- | --------- |
| 2015 | La Boda de Gorete             | Padre     |
| 2007 | La gran Familia - La Película | Beiçola   |
| 2004 | La Dueña de la Historia       | Nicolau   |
| 1995 | Chatô - El Rey de Brasil      | Teddy     |

## En el Teatro
- 1983 - Romeu y Julieta - Frei Lourenço, dirección de Antunes Hijo
- 2010 - Decameron - La Comedia del Sexo[4]

## Curiosidades
- Tiene como inspiración en la dramaturgia a Ronald Golias, de quien era fan en la infancia por la sitcom Familia Trapo, y fue la razón por la que Marcos quiso hacerse actor.[5]